# ناجي صبري
ناجي صبري، وزير خارجية العراق للفترة 2001–2003.

## بداياته
الدكتور ناجي صبري أحمد الحديثي ديبلوماسي وسياسي وأكاديمي مختص في اللغة الإنجليزية والترجمة كما وسِع اهتمامُه مجالات الثقافة والإعلام والصحافة والتدريس، ولم يكن تدرجه في العمل السياسي سهلاً في بدايته لكنه أصبح فيما بعد أحد الوجوه البارزة خاصة في العمل الديبلوماسي والتفاوضي وصاحب الدور الأبرز في حرمان أمريكا وبريطانيا من إضفاء الشرعية الدولية على مشروع غزو العراق واحتلاله.

## أسرته
ناجي صبري أحمد الحديثي من من بيت عبد الرحمن من فندة بيت رجب من فخذ بيت رستم من آل مرا من عشيرة البيات، قال العامري عن عشيرة البيات "ويعود نسبهم إلى (آل مرا) من ربيعة طيء"، وكنية ناجي هي أبو ندى.

## الوظائف[5]
- 1968 - 1975 مدير قسم الشؤون الخارجية ومدير تحرير جريدة الثورة.
- 1969 - 1975 محاضر في قسم اللغة الإنكليزية، كلية الآداب / جامعة بغداد.
- 1975 - 1980 مستشار سفارة جمهورية العراق في لندن.
- 77 - 1980 مؤسس ومدير المركز الثقافي العراقي في لندن.
- 1977 - 1980 مؤسس ورئيس تحرير مجلة أور الخاصة بالفنون العربية الحديثة.
- 1980 - 1990 مدير عام دار المأمون للترجمة والنشر.
- 1980 - 1998 رئيس تحرير جريدة بغداد أوبزرفر.
- 1986 - 1995 مؤسس ورئيس تحرير مجلة كلكامش الخاصة بالفنون العراقية الحديثة.
- 1986 - 1995 نائب رئيس اللجنة الوطنية العراقية للتربية والثقافة والعلوم.
- 1990 - 1991 مدير عام الأعلام الخارجي في وزارة الثقافة والأعلام.
- 1991 - 1995 وكيل وزارة الثقافة والإعلام.
- 1995 - 1999 محاضر في الجامعة المستنصرية/ كلية الآداب.
- 1995 - 1998 مستشار في ديوان رئاسة الجمهورية.
- حزيران 1998 سفير في مركز وزارة الخارجية/بغداد.
- 1999 - 2001 سفير جمهورية العراق لدى النمسا، وممثل العراق الدائم لدى الوكالة الدولية للطاقة الذرية، ومنظمة الأمم المتحدة للتنمية الصناعية (يونيدو) ومكتب الامم المتحدة في فيينا.
- 18 نيسان 2001 وزير دولة للشؤون الخارجية.
- 4 آب 2001 - 9 نيسان 2003 وزير الخارجية